# Droga Morawska

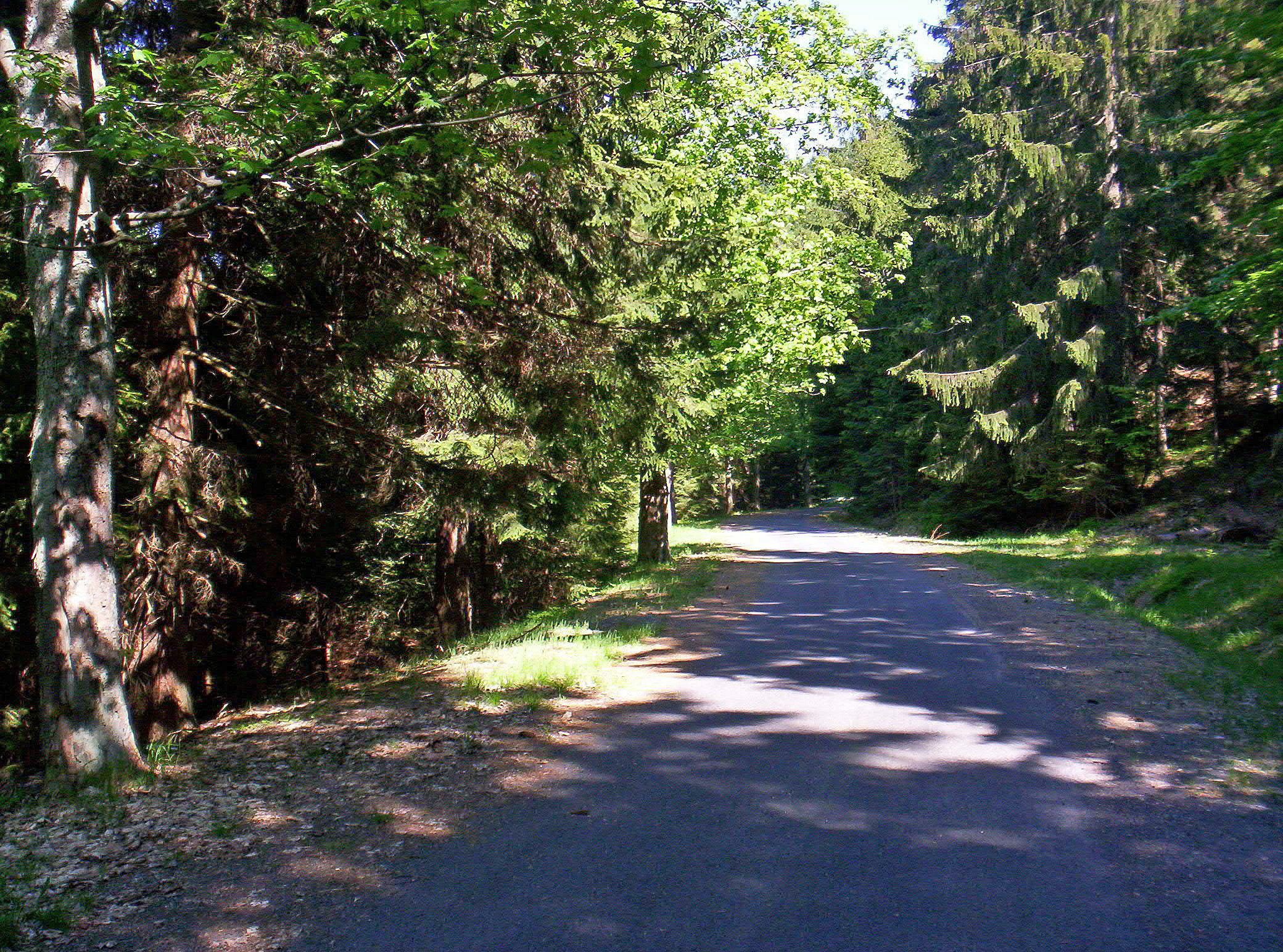
Droga Morawska pod Przełęczą Płoszczyna

Droga Morawska   (dawniej niem.  Mährische Strasse) – droga leśna (lokalna) w południowo-zachodniej Polsce, w woj. dolnośląskim, powiat kłodzki.

## Przebieg i opis
Droga lokalna w Sudetach Wschodnich, oddzielająca Góry Bialskie od Masywu Śnieżnika, prowadząca z Bolesławowa do przejścia granicznego na Przełęczy Płoszczyna, przez teren Śnieżnickiego Parku Krajobrazowego.

Początek drogi położony jest na wysokości około 560 m n.p.m. w Bolesławowie. Droga głównie prowadzi widokową doliną Morawki. Droga ma nawierzchnię asfaltową do Przełęczy Płoszczyna (817 m n.p.m.), do której prowadzi serpentynami. Długość drogi wynosi 7,8 km przy różnicy wzniesień około 250 m. W przeszłości nosiła nazwę "Droga Nowomorawska".

## Historia
Drogę wybudowano w 1886 roku staraniem Marianny Orańskiej. W XIX wieku droga miała bardzo ważne znaczenie dla lokalnego przemysłu górniczego i ruchu turystycznego. Stanowiła połączenie ośrodków górniczych w Bolesławowie i Starým Měste w Czechach oraz jedną z najbardziej popularnych tras turystycznych. Korzystali z niej głównie kuracjusze z Lądka-Zdroju wędrując na Wysoki Jesionik (czes. Hrubý Jesenik) w Czechach. Obecnie znaczenie drogi nie jest duże, zaliczana jest do zapomnianych dróg w Masywie Śnieżnika.